# Nolina parviflora
Nolina parviflora är en sparrisväxtart som först beskrevs av Carl Sigismund Kunth, och fick sitt nu gällande namn av William Botting Hemsley. Nolina parviflora ingår i släktet Nolina och familjen sparrisväxter. Inga underarter finns listade i Catalogue of Life.

## Bildgalleri

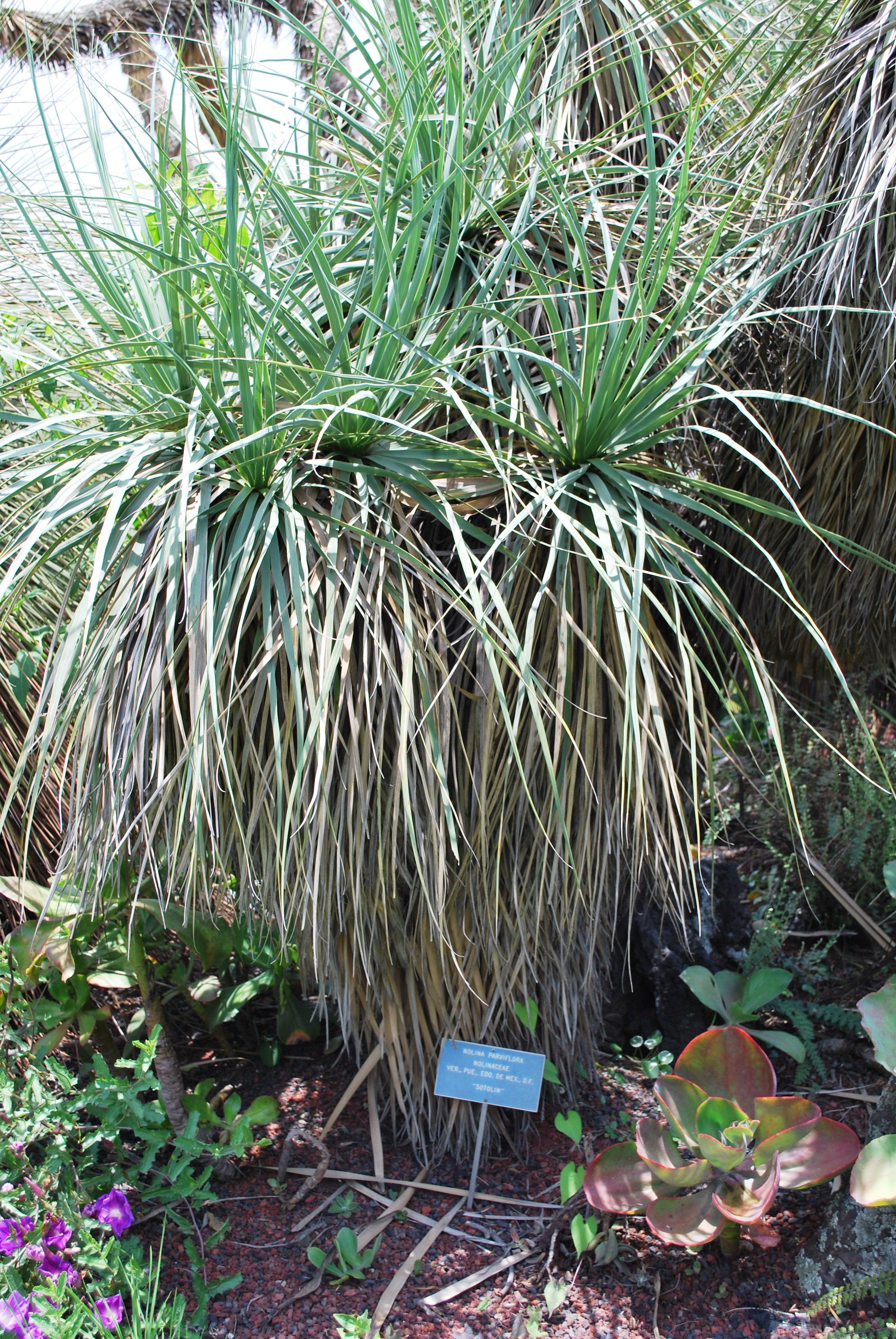